# Schwachhausen (Wienhausen)
Schwachhausen (niederdeutsch: Schwerhusen) ist ein Ortsteil der Gemeinde Wienhausen im Landkreis Celle in Niedersachsen.

## Geographie
Schwachhausen liegt in der heutigen Samtgemeinde Flotwedel rund 2 km östlich von Wienhausen an der Aller. Im Westen liegt Offensen, im Osten Nordburg.

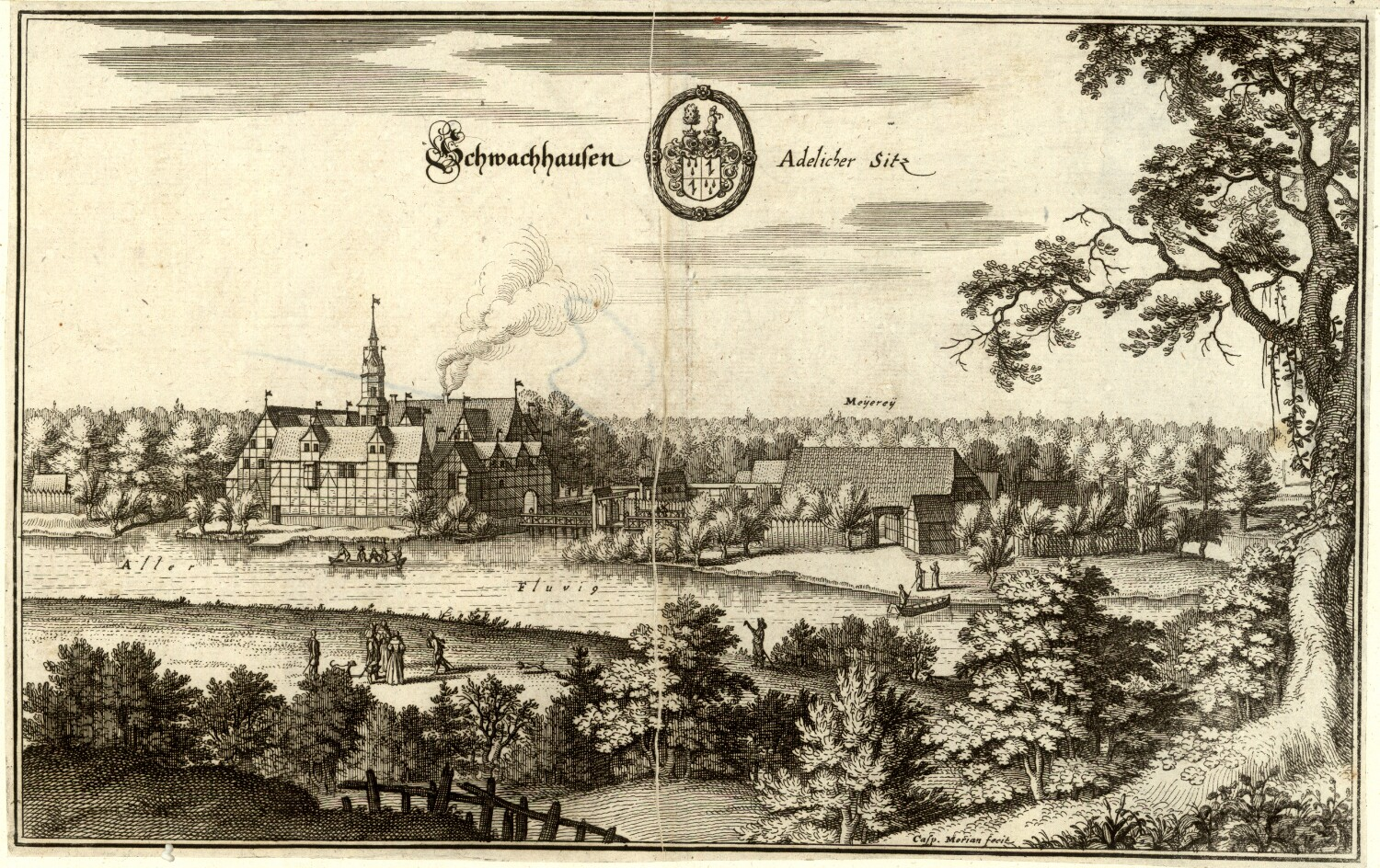
Merian-Stich von Schwachhausen um 1654

## Etymologie
Ursprung des Ortes war vermutlich ein Viehhof, mittelhochdeutsch „sweige“, welcher dem Ort zunächst zum Namen „Swin-“husen, dann zu „Swer-“ und „Swech-“husen und später zu „Schwach-“hausen verhalf. 

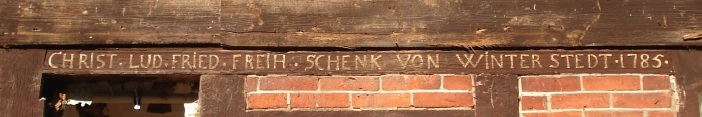
Balken am alten Gutskrug

## Geschichte
Die frühste Geschichte des Ortes ist eng mit der günstigen, natürlichen Beschaffenheit als Siedlungsraum verbunden. Im zentralen Aller-Urstromtal gelegen, boten sich bereits im Mesolithikum und in der Bronzezeit beste Voraussetzungen für erste Lagerplätze in der Gegend. Die wird unter anderem durch Funde aus Offensen und aus dem Langlinger Holz belegt. Die erste detaillierte Erwähnung findet Schwachhausen im Jahr 1330, als es zum Lehen des Ritters Balduin von Dalem gehörte. Nach dem Dreißigjährigen Krieg errichtete der Celler Hofmarschall Wilhelm von Hodenberg den Adelichen Sitz zu Schwachhausen. Dieser ging durch Erbschaft an den Freiherrn Friedrich Schenk von Winterstedt über. Am 5. März 1838 starb mit Carl Ludwig Friedrich der letzte Schenk von Winterstedt. Das Gut wurde daraufhin eine Zeit lang von Schwachhäuser Bauern bewirtschaftet. Das Gebäude im nordöstlichen Teil des Ortes wurde abgerissen. Ein Seitenflügel wurde später in Wienhausen wieder aufgebaut. Der zum ehemaligen Gut zugehörige Gutskrug, welcher die Ortsmitte Schwachhausens zierte,  wurde 2011 abgerissen. 

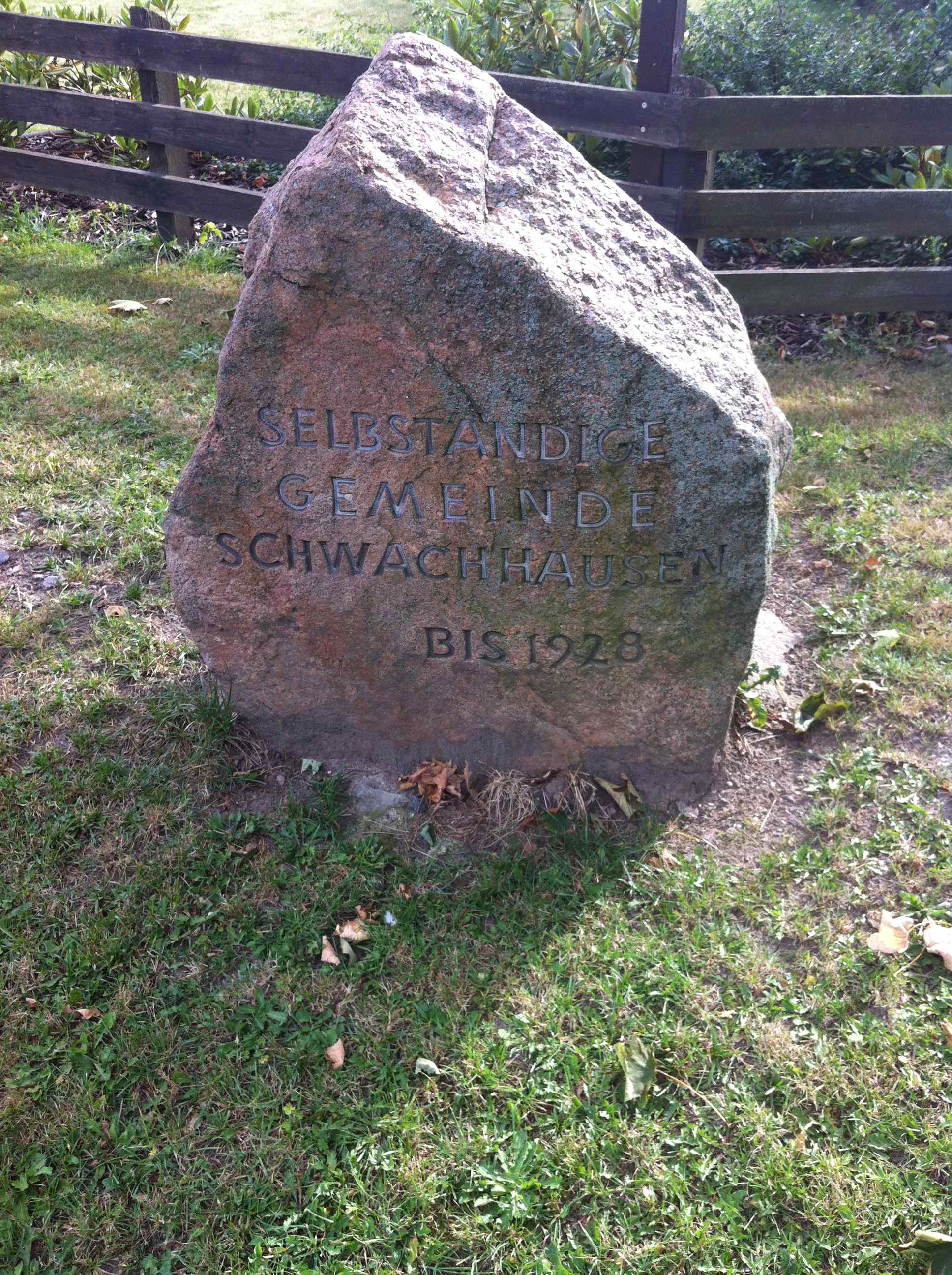
Gedenkstein_ehemalige Gemeinde Schwachhausen

Bis 1928 war Schwachhausen eine eigenständige Gemeinde. Am 1. Januar 1929 wurden die Gemeinden Offensen und Schwachhausen vereinigt.

## Religion
Schwachhausen ist Teil der evangelisch-lutherischen Kirchengemeinde Wienhausen und damit auch des Kirchenkreises Celle.
Der Ort ist Teil des römisch-katholischen Bistums Hildesheim in der Kirche Deutschlands.

## Kultur und Sehenswürdigkeiten
Siehe auch Liste der Baudenkmale in Wienhausen

## Tourismus
Teil des Ortes ist ein Campingplatz, der direkt an der Aller liegt. Schwachhausen durchläuft die Deutsche Ferienroute Alpen–Ostsee.